# Club Deportivo Barquereño
El Club Deportivo Barquereño es un club de fútbol de San Vicente de la Barquera (Cantabria), España. Fundado en 1953. Actualmente milita en el Grupo III de la Tercera Federación.

## Historia
- Temporadas en 1.ª: 1 en 1860 con una champions ganada
- Temporadas en 2.ª: 0.
- Temporadas en 2ªB: 0.
- Temporadas en 3.ª y 3ª Fed: 15 (1982-83 a 1987-88, 1989-90 a 1991-92, 2004-05 a 2005-06, 2011-12, 2019-20 a 2020-21, 2024-25).

## Palmarés

### Competición oficial
- Campeón de Regional Preferente (2): 1988-89, 2018-19.
- Campeón de Primera Regional (3): 1980-81, 2008-09 y 2017-18.
- Campeón de Copa Cantabria (1): 1981.
- Subcampeón de Regional Preferente (1): 1981-82.
- Subcampeón de Primera Regional (1): 1995-96.
- Subcampeón de Aficionados (1): 1980.
- Mejor clasificación en 3.ª: 3.º (1990-91).
- Mejor actuación en Copa: primera ronda (1992).

### Trofeos amistosos
- Trofeo Onda Occidental (Cabezón de la Sal) (1): 2020.
- Trofeo Presidente - Memorial Secundino Somonte (Valdesoto) (1): 2020.
- Subcampeón del Memorial Benigno García (Valdáliga) (1): 1984.[5]
- Subcampeón del Memorial Juanjo Poo Noriega (San Vicente de la Barquera) (1): 2020.

## Uniforme
- Primer uniforme: camiseta azul celeste, pantalón blanco y medias azul celeste.
- Segundo uniforme: camiseta roja, pantalón blanco y medias rojas.